# Лиана Антонова
Лиана Антонова е българска певица, актриса, писателка и окултистка.

## Биография
Лиана Антонова е родена на 3 октомври 1935 г. в София. Още от детските си години тя печели награди като певица на средношколски фестивали в началото на 1950-те. Взема уроци по пеене при Лиляна Жабленска и Христо Бръмбъров, след това неуспешно кандидатства във Вокалния факултет на Музикалната академия. През 1954 г. печели популярност в Румъния, след голям концерт в Букурещ. Дълги години има ангажименти с различни оркестри и най-вече с оркестър „Оптимистите“. Големият пробив е по време на шестмесечен гастрол в Букурещ, когато Лиана и „Оптимистите“ са чествани като задокеански звезди. В първите десет години от кариерата на Лиана Антонова важно значение за формирането ѝ като певица има първият ѝ съпруг, който е пианист и аранжор. В началото на 1960-те успява да стигне до Виена, където концертира с Биг бенда на Австрийското радио, където ѝ предлагат перспективни договори за записи. Всичко е провалено, когато почти насила е върната в България, за да се снима в един от първите български музикални филми – „Старинната монета“.
През 1965 г. играе в първия цветен български филм, българо-германска продукция „Старинната монета“, където се превъплъщава в ролята Яна Христова и изпява песните „Любовта е море“ и „Една кутийка от кибрит“.
За нея песни са писали музика Зорница Попова и Тончо Русев.
Работи като киноактриса и поп-джаз певица, като гастолира в Румъния, Чехия, Русия, Полша, Югославия, Унгария, Австрия, Германия, Швейцария, Скандинавия и Америка, Лас Вегас.
През 1972 г. се записва в задочен курс, ръководен от Джеф Майо в Лондон, и става първата му ученичка от България. Лиана Антонова се увлича по астрологията, нумерологията и теософията. Чете трудовете на Рудолф Щайнер и Петър Дънов. Завръща се в България, започва да се образова в сферата на окултните науки, като споделя своя опит и знания в поредица от книги.

## Филмография
| Година | Филми                                    | Копродукции    | Роля         |
| ------ | ---------------------------------------- | -------------- | ------------ |
| 1967   | Зодия Дева – („Zodia Fecioarei“)         | Румъния        |              |
| 1965   | Старинната монета – („Die Antike Münze“) | България / ГДР | Яна Христова |